# Dąbrówka Jezioro Mucharskie
Dąbrówka Jezioro Mucharskie – przystanek kolejowy w Dąbrówce, w województwie małopolskim, w powiecie wadowickim. Budowa przystanku rozpoczęła się 13 marca 2023 r., a jego otwarcie odbyło się 10 grudnia 2023 r..